# Ceratobasidium cornigerum
Ceratobasidium cornigerum é uma espécie de fungo pertencente à família Ceratobasidiaceae.